# McLaren M4B
McLaren M4B — гоночный автомобиль Формулы-1, построенный фирмой Trojan для команды Bruce McLaren Motor Racing. Принимал участие в двух гонках Чемпионата мира 1967 года.

## История
Основой конструкции M4B послужило шасси M4, выступавшее в Формуле-2. На нём были установлены увеличенные топливные баки, а задняя часть переработана для установки двухлитрового двигателя BRM 56 V8, модернизированной версии мотора, с которым Грэм Хилл выиграл Чемпионат мира 1962 года.
Первым соревнованием, в котором участвовало шасси M4B, стала внезачётная «Гонка чемпионов» в Брэндс-Хэтч.
В Чемпионате мира Формулы-1 1967, шасси впервые появилось на втором этапе — Гран-при Монако, где Брюс Макларен занял четвёртое место. Эти очки остались единственными, набранными командой McLaren-BRM в том сезоне.
Второй и последней гонкой шасси стал Гран-при Нидерландов, на котором Макларен разбил свой M4B уже на первом круге. Позже в гонках Чемпионата мира его сменило шасси McLaren M5A.

## Результаты гонок
| Легенда к таблице |                                                                    |
| --- | ------------------------------------------------------------------ |
| В таблице перечислены результаты всех Гран-при Формулы-1, в которых использовался автомобиль. Строками таблицы являются сезоны, столбцами — этапы чемпионата мира. В каждой клетке указаны сокращённое название этапа и результат, дополнительно обозначенный цветом. Расшифровка обозначений и цветов представлена в нижеследующей таблице. |                                                                    |
| \| Пример \| Описание \| \| ------------ \| ------------------------------------------------------------------ \| \| 1 \| Победитель \| \| 2 \| Второе место \| \| 3 \| Третье место \| \| 5 \| Финишировал, заработав очки \| \| Сход \| Не финишировал, но при этом заработал очки \| \| 12 \| Финишировал, не получив очков \| \| НКЛ \| Финишировал, но не попал в финальную классификацию \| \| 15 \| Участвовал вне зачёта, либо по отдельной классификации \| \| 18 \| Не финишировал, но попал в финальную классификацию \| \| Сход \| Не финишировал \| \| НКВ \| Не прошёл квалификацию \| \| НПКВ \| Не прошёл предквалификацию \| \| ДСК \| Дисквалифицирован \| \| ИСК \| Исключён из протокола соревнований \| \| ТТ \| Заявлен для участия только в тренировках \| \| НС \| Участвовал в квалификации, но не стартовал в гонке \| \| Т \| Травмирован или болен \| \| ОТК \| Отказ от участия \| \| НТР \| Прибыл на соревнования, но на трассу не выезжал \| \| НПР \| Был заявлен в числе участников, но не прибыл к началу соревнований \| \| О \| Соревнования отменены \| \| \| Не участвовал \| \| Поул-позиция \| \| \| Быстрый круг \| \| |                                                                    |
| Пример | Описание                                                           |
| 1 | Победитель                                                         |
| 2 | Второе место                                                       |
| 3 | Третье место                                                       |
| 5 | Финишировал, заработав очки                                        |
| Сход | Не финишировал, но при этом заработал очки                         |
| 12 | Финишировал, не получив очков                                      |
| НКЛ | Финишировал, но не попал в финальную классификацию                 |
| 15 | Участвовал вне зачёта, либо по отдельной классификации             |
| 18 | Не финишировал, но попал в финальную классификацию                 |
| Сход | Не финишировал                                                     |
| НКВ | Не прошёл квалификацию                                             |
| НПКВ | Не прошёл предквалификацию                                         |
| ДСК | Дисквалифицирован                                                  |
| ИСК | Исключён из протокола соревнований                                 |
| ТТ | Заявлен для участия только в тренировках                           |
| НС | Участвовал в квалификации, но не стартовал в гонке                 |
| Т | Травмирован или болен                                              |
| ОТК | Отказ от участия                                                   |
| НТР | Прибыл на соревнования, но на трассу не выезжал                    |
| НПР | Был заявлен в числе участников, но не прибыл к началу соревнований |
| О | Соревнования отменены                                              |
| | Не участвовал                                                      |
| Поул-позиция |                                                                    |
| Быстрый круг |                                                                    |

| Год  | Команда                    | Двигатель  | Шины | Пилоты   | 1   | 2   | 3    | 4   | 5   | 6   | 7   | 8   | 9   | 10  | 11  | Место | Очки |
| ---- | -------------------------- | ---------- | ---- | -------- | --- | --- | ---- | --- | --- | --- | --- | --- | --- | --- | --- | ----- | ---- |
| 1967 | Bruce McLaren Motor Racing | BRM 56 2,1 | G    |          | ЮАР | МОН | НИД  | БЕЛ | ФРА | ВЕЛ | ГЕР | КАН | ИТА | США | МЕК | 10    | 3    |
| 1967 | Bruce McLaren Motor Racing | BRM 56 2,1 | G    | Макларен |     | 4   | Сход |     |     |     |     |     |     |     |     | 10    | 3    |